# Kék emléktábla

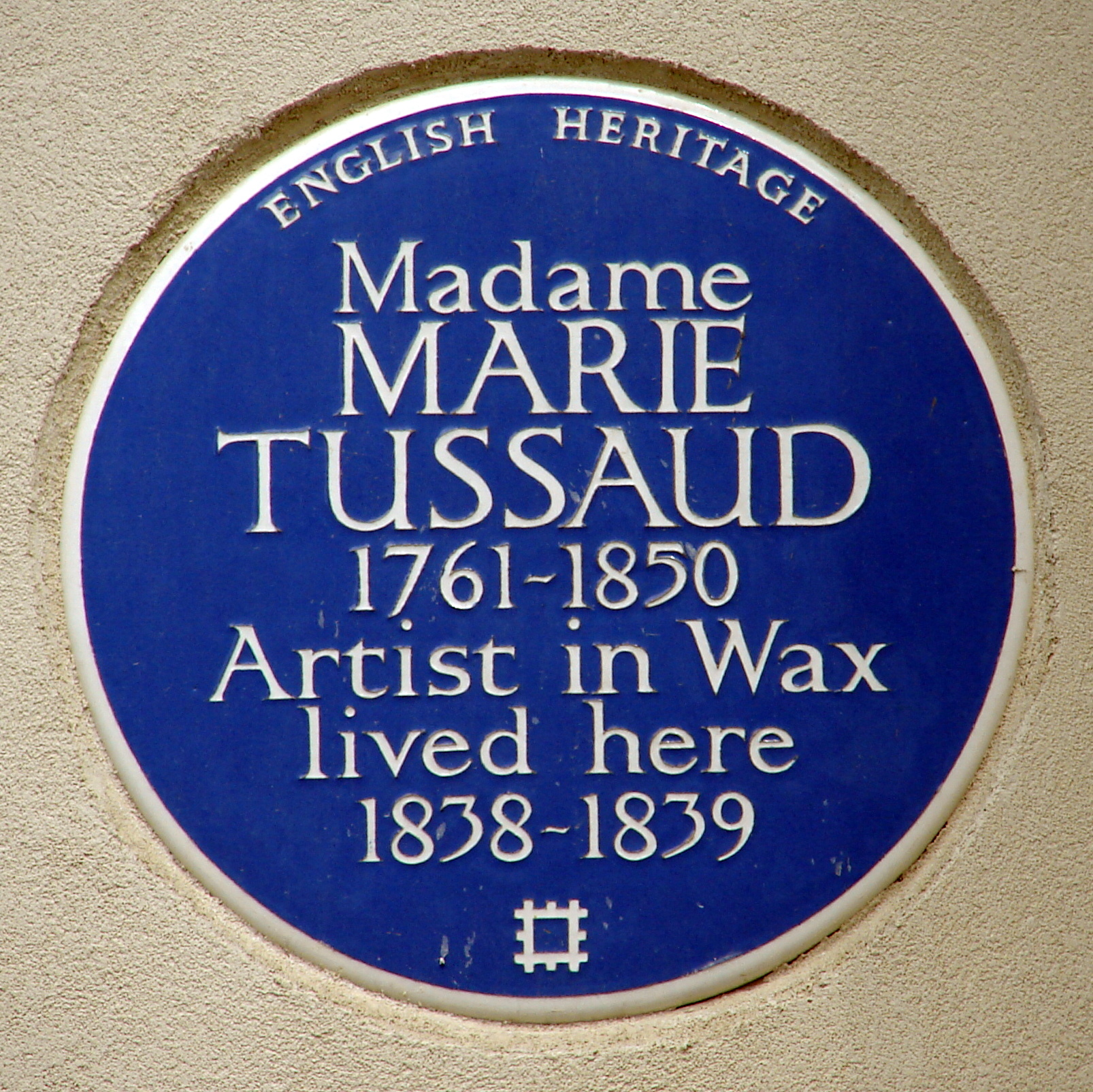
Jellegzetes Kék emléktábla Londonban

A kék emléktábla vagy kék plakett (angolul: blue plaque) állandó jelleggel kihelyezett, nyilvános jelölési rendszer, amelyet kizárólag elhunyt, kiemelkedő teljesítményt nyújtó személyekről emlékezik meg, és hoz összefüggésbe az adott helyszínnel. Ilyen táblák, elsősorban Londonban, illetve az Egyesült Királyságban vannak, de megtalálhatók Európa néhány más nagyvárosában is (pl. Párizs, Róma, Oslo, Dublin) valamint az Egyesült Államokban, Oroszországban, Kanadában és Ausztráliában.

## Története

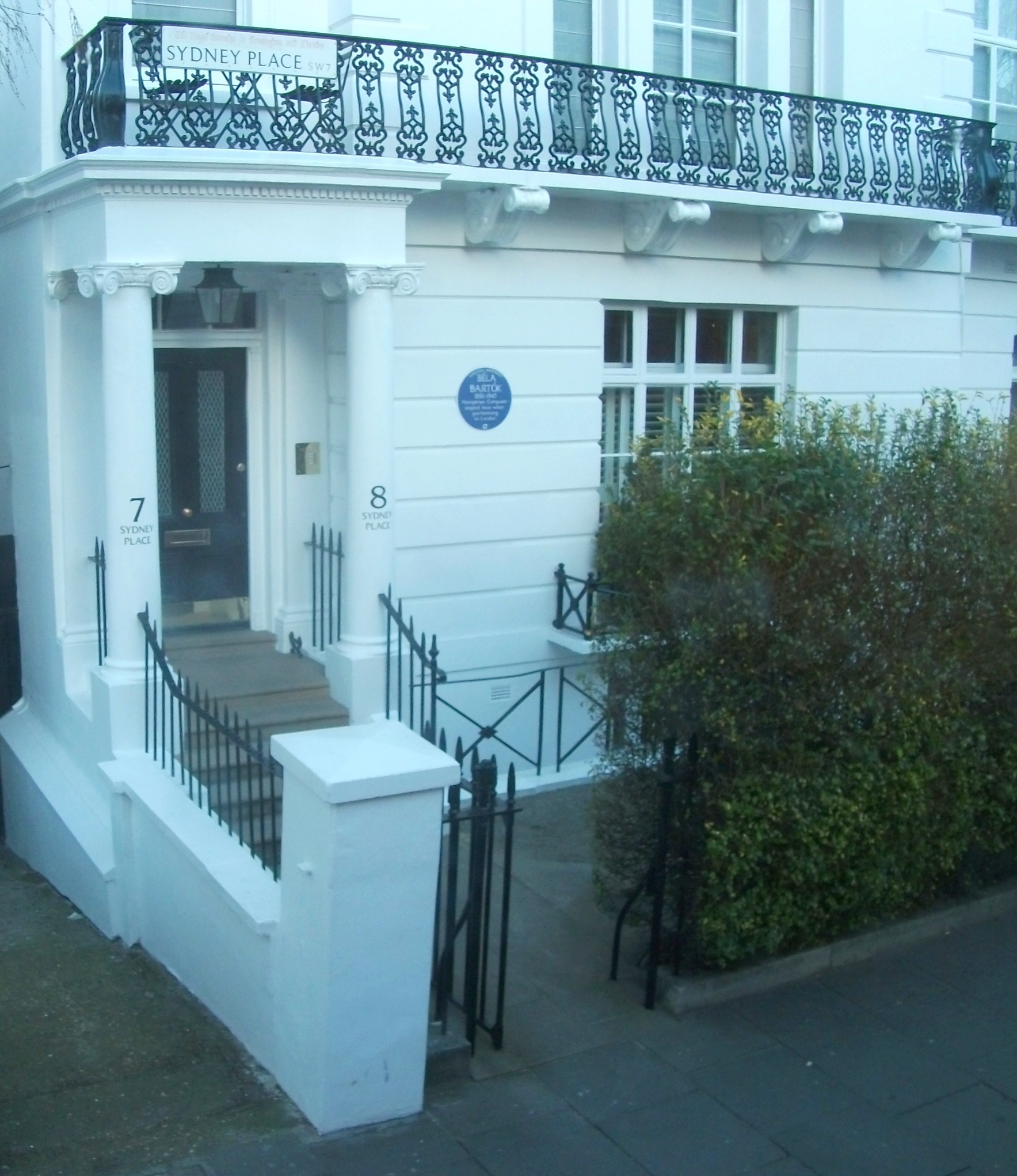
Bartók Béla kék emléktáblája egykori ideiglenes lakása bejáratánál Londonban

A világ első kék emléktábláit Londonban helyezték ki a 19. században, hogy megjelölje a néhai híres személyek állandó vagy ideiglenes otthonait és munkahelyeit. Ez a séma jelenleg is érvényben van.
A táblák kihelyezése minden esetben bizottsági döntés alapján történik. A városszépészet felelősei már a 20. század eleje óta elhatározták, hogy csak egyféle tábla elfogadott. Ezek időt álló és öntisztító Wedgewood kerámiából készültek. A táblák alakja kör, többségében kék színűek, és nincs rajtuk más, mint fehér betűkkel a megnevezett személy neve, dátumokkal és munkásságának rövid leírásával.
Az emléktáblák felállításának ötletét William Ewart brit liberális politikus vetette fel az angol parlament alsóházában, 1863-ban. Henry Cole támogatását fejezte ki a kezdeményezés iránt és javasolta, a rendszer létrehozását. Az eredeti kék emléktábla rendszert Királyi Művészeti Akadémia hozta létre, 1867-ben. Az első ilyen emlékplakettet 1867-ben avatták fel, Lord Byron szülőházán a londoni Cavendish téren, de az épületet 1889-ben lebontották. A legkorábban - ugyancsak 1867-ben - kihelyezett emléktábla amely fennmaradt, III. Napóleon francia császár egykori lakásán található a Westminsterben. Az első táblák színe kék volt, de a gyártó Minton cég, pénzmegtakarítás céljából, egy ideig csokoládé barna táblákat készítettek.
A táblák hivatalos kezelői 1867 és 1901 között a Királyi Művészeti Akadémia, 1901 és 1965 között a londoni megyei tanács (London County Council), 1965 és 1986 között pedig a Nagy-London tanácsa (Greater London Council) voltak. 1986 óta a Brit Kulturális és Örökségvédelmi Hivatal az ’’English Heritage’’ gondozza. A hivatal eddig több mint 300 kék emléktáblát helyezett ki London területén. Jelenleg közel 880 plakett található csak Londonban.

## Jelölési szabályok

### Az adományozottak kritériumai
A Brit Kulturális és Örökségvédelmi Hivatal kék emléktáblájának kihelyezésére csak olyan nevezetes személyek jogosultak,
- akik valamilyen kiemelkedő teljesítményt nyújtottak a tudomány, a művészet, a politika vagy a közéleti élet valamilyen területén,
- akik legalább 20 éve elhunytak, vagy születésük centenáriumát ünneplik. Kitalált karakterek (mint pl. Sherlock Holmes[Mj. 2]) nem jogosultak,
- akik szakmájukban illetve hivatásukban kiemelkedően hozzájárultak az emberiség jólétéhez és boldogságához,
- akik Londonban huzamosabb ideig éltek vagy dolgoztak Londonban (kivéve a City of Londont és a Whitehallt), és nemzetközi hírnévre is szert tettek.[4]

### A kihelyezés kritériumai
- A plakettek csak olyan eredeti épületek falára rakhatók ki, ahol az, akire a tábla emlékeztet ténylegesen élt vagy alkotott, és nem olyan helyre, ahol az épület „egykor állt”. Kivételes esetben el lehet helyezni a táblát, ha az elbontott vagy felújított épületnek meg tudták menteni az eredeti homlokzatát.
- Az emléktáblák nem kerülhetnek rá határoló falakra, kapukra, mólókra, oktatási és egyházi épületekre, valamint fogadókra és bírósági épületre sem.
- Az épületekre felrögzített plaketteknek jól láthatónak kell lennie a közútról a járókelők számára.
- Egy személyre nem emlékezhet több kék emléktábla Londonban, csak egy.[Mj. 3]

## Néhány híres személyiség kék emléktáblája Londonban
| Személy                             | Felirat | Cím                                                                                       | Év   | Kép |
| ----------------------------------- | --- | ----------------------------------------------------------------------------------------- | ---- | --- |
| III. Napoleon (1808-1873)           | "Lived here. 1848."                                                                                               | 14 1c King Street, St James's City of Westminster SW1                                     | 1875 |     |
| Charles Dickens (1812–1870)         | "Novelist lived here"                                                                                             | 48 Doughty Street (jelenleg a Charles Dickens Múzeum) Holborn WC1N 2LX                    | 1903 |     |
| Sir Isaac Newton (1642–1727)        | "Natural Philosopher lived here."                                                                                 | 87 Jermyn Street City of Westminster SW1                                                  | 1908 |     |
| Mark Twain (1852–1925)              | "American Writer lived here in 1896-7"                                                                            | 23 Tedworth Square Chelsea, SW3 5DR                                                       | 1910 |     |
| Robert Falcon Scott (1811–1878)     | "ANTARCTIC EXPLORER lived here"                                                                                   | 56 Oakley Street Chelsea, SW3 5HB                                                         | 1935 |     |
| Wolfgang Amadeus Mozart (1756–1791) | "Composed his first symphony here in 1764."                                                                       | 180 Ebury Street City of Westminster, SW1                                                 | 1939 |     |
| Mahatma Gandhi (1869–1948)          | "Stayed here in 1931"                                                                                             | Kingsley Hall, Powis Road Bromley by Bow E3 3HJ                                           | 1954 |     |
| Oscar Wilde (1854–1900)             | "Wit and dramatist lived here"                                                                                    | 34 Tite Street Chelsea, SW3 4JA                                                           | 1954 |     |
| Charles Darwin (1809–1882)          | "Lived in a house on this site 1838–1842"                                                                         | Biological Sciences Building, University College London, Gower Street Bloomsbury WC1E 6BT | 1961 |     |
| Samuel Morse (1791–1872)            | "American Painter and Inventor of the Morse Code, lived here 1812-1815."                                          | 141 Cleveland Street City of Westminster W1                                               | 1962 |     |
| Captain James Cook (1728–1779)      | "On this site stood a house occupied for some years by Captain James Cook 1728–1779 Circumnavigator and Explorer" | 88 Mile End Road Mile End E1 4UN                                                          | 1970 |     |
| Friedrich Engels (1820–1895)        | "Political Philosopher lived here 1870–1894"                                                                      | 122 Regent's Park Road Primrose Hill NW1 8XL                                              | 1972 |     |
| Vincent van Gogh (1853–1890)        | "Painter lived here 1873–1874"                                                                                    | 87 Hackford Road South Lambeth SW9 0RE                                                    | 1973 |     |
| A. A. Milne (1882–1956)             | "Author lived here"                                                                                               | 13 Mallord Street Chelsea SW3 6DT                                                         | 1979 |     |
| Sir Alexander Fleming (1881–1955)   | "Discoverer of penicillin lived here"                                                                             | 20a Danvers Street Chelsea SW3 5AT                                                        | 1981 |     |
| Sir Winston Churchill (1874–1965)   | "Prime Minister lived and died here"                                                                              | 28 Hyde Park Gate Kensington SW7 5DJ                                                      | 1985 |     |
| Mahatma Gandhi (1869–1948)          | "Lived here as a law student "                                                                                    | 20 Baron's Court Road Hammersmith and Fulham Barons Court W14 9DT                         | 1986 |     |
| Émile Zola (1840–1902)              | "French Novelist lived here 1898–1899"                                                                            | Queen's Hotel, 122 Church Road Upper Norwood SE19 2UG                                     | 1990 |     |
| James Joyce (1882–1941)             | "Author lived here in 1931"                                                                                       | 28 Campden Grove Holland Park W8 4JQ                                                      | 1981 |     |
| Jean Sibelius (1865–1957)           | "Composer lived here in 1909"                                                                                     | 15 Gloucester Walk Holland Park W8 4HZ                                                    | 1995 |     |
| Jimi Hendrix (1942–1970)            | "Guitarist and Songwriter lived here 1968–1969"                                                                   | 23 Brook Street, MAyfair City of Westminster W1K 4HA                                      | 1997 |     |
| Alan Turing (1912–1954)             | "Code-Breaker and Pioneer of Computer Science was born here."                                                     | 2 Warrington Cresent, Maida Vale City of Westminster W9                                   | 1998 |     |
| Sir Alfred Hitchcock (1899–1980)    | "Composer lived here in 1909"                                                                                     | 15 Gloucester Walk Holland Park W8 4HZ                                                    | 1999 |     |
| Agatha Christie (1890–1876)         | "Detective novelist and playwright lived here 1934–1941"                                                          | 58 Sheffield Terrace Holland Park W8 7NA                                                  | 2001 |     |
| Sigmund Freud (1819–1898)           | "Founder of Psychoanalysis lived here 1938–1939"                                                                  | 20 Maresfield Gardens (jelenleg a Freud Múzeum) Hampstead NW3 5SX                         | 2002 |     |
| John Lennon (1940–1980)             | "Musician and Songwriter, lived here."                                                                            | 34, Montague Square Marylebone W1                                                         | 2010 |     |
| Graham Greene (1904–1991)           | "Writer lived here 1935–1940"                                                                                     | 14 Clapham Common Northside Clapham SW4 0RF                                               | 2011 |     |

## Magyar vonatkozások
Londonban hivatalosan jelenleg öt olyan emléktábla található, amely magyar nemzetiségű, illetve származású nevezetes személy munkásságára hívja fel a járókelők figyelmét. Az alábbi táblázat ezen honfitársaink neveit tartalmazza, az adományozások időrendjében.

| Személy                     | Felirat                                                      | Cím                                                            | Év   | Kép | Web |
| --------------------------- | ------------------------------------------------------------ | -------------------------------------------------------------- | ---- | --- | --- |
| Kossuth Lajos (1802–1894)   | "Hungarian Patriot, stayed here"                             | 39 Chepstow Villas Notting Hill, London, W11 3DP,              | 1959 |     |     |
| Bartók Béla (1881–1945)     | "Hungarian Composer, stayed here when performing in London." | 7 Sydney Place South Kensington, London, SW7 ,                 | 1997 |     |     |
| Korda Sándor (1893–1956)    | "Film Producer worked here 1932–1936"                        | 21/22 Grosvenor Street, W1 City of Westminster, London W1K 4QJ | 2002 |     |     |
| Gábor Dénes (1900–1979)     | "Physicist and Inventor of Holography lived here."           | 79 Queen's Gate Knightsbridge, London, SW7 ,                   | 2007 |     |     |
| Gestetner Dávid (1854–1939) | "Developer of Office Copying Machinery, lived here."         | 124, Highbury New ParkGate Islington, London N1 ,              | 2011 |     |     |

## Érdekességek
- Londonban, a Fitzjohn's Avenue egyik épületén elhelyezett kék emléktábla László Fülöp Elek házának és egyben műtermének falán díszeleg. Eredetinek látszik, de nincs hivatalosan regisztrálva. Talán tisztelői helyezték el magánúton a táblát Philip Alexius de László, a virtuóz portréfestő tiszteletére.
- Ezenkívül volt még egy nem hivatalos kék tábla, amelyet viccből tettek fel. Mikes György író saját maga rendelt egy kék kerámiatáblát, és felszereltette fulhami háza falára a következő felirattal: "Itt lakik George Mikes". Ezt a táblát azonban Mikes halála után eltávolították.[1]